# 冴月瑠那
冴月 瑠那（さえづき るな、1月25日 - ）は、元宝塚歌劇団花組の男役。元花組副組長。
神奈川県葉山町、町立南郷中学校出身。身長168cm。愛称は「るな」。

## 来歴
2002年、宝塚音楽学校入学。
2004年、音楽学校卒業後、宝塚歌劇団に90期生として入団。入団時の成績は18番。雪組公演「スサノオ／タカラヅカ・グローリー!」で初舞台。その後、花組に配属。
2019年11月25日付で花組副組長に就任。
2021年7月4日、華優希退団公演となる「アウグストゥス／Cool Beast!!」東京公演千秋楽をもって、宝塚歌劇団を退団。

## 宝塚歌劇団時代の主な舞台

### 初舞台
- 2004年4 - 7月、雪組『スサノオ』『タカラヅカ・グローリー!』

### 花組時代
- 2004年8 - 11月、『La Esperanza（ラ・エスペランサ）』『TAKARAZUKA舞夢!』
- 2005年3 - 7月、『マラケシュ・紅の墓標』 - 新人公演：アンリ（本役：望海風斗）『エンター・ザ・レビュー』[2]
- 2005年8月、『マラケシュ・紅の墓標』『エンター・ザ・レビュー』（博多座）
- 2005年11 - 2006年2月、『落陽のパレルモ』 - 新人公演：ペッペ（本役：彩城レア）『ASIAN WINDS!』
- 2006年4月、『Young Bloods!!-青春花模様-』（バウホール） - ルナ／サエヅキ[2]
- 2006年6 - 10月、『ファントム』 - 従者、新人公演：ラシュナル（本役：桐生園加）[2]
- 2006年11 - 12月、『MIND TRAVELLER-記憶の旅人-』（ドラマシティ・日本青年館） - バド
- 2007年2 - 5月、『明智小五郎の事件簿-黒蜥蜴（トカゲ）』 - 新人公演：書生（勝田）（本役：白鳥かすが）『TUXEDO JAZZ（タキシード ジャズ）』
- 2007年7 - 8月、『ハロー!ダンシング』（バウホール）
- 2007年9 - 12月、『アデュー・マルセイユ』 - 少年シモン、新人公演：フーケ（本役：望月理世）『ラブ・シンフォニー』[2]
- 2008年2 - 3月、『蒼いくちづけ』（バウホール） - ピーター／ザザ／クリス／ノエル
- 2008年5 - 8月、『愛と死のアラビア』 - 新人公演：ラシード（本役：紫峰七海）『Red Hot Sea』
- 2008年9 - 10月、『外伝 ベルサイユのばら-アラン編-』『エンター・ザ・レビュー』（全国ツアー）
- 2009年1 - 3月、『太王四神記』 - 新人公演：チュモン（本役：嶺乃一真）
- 2009年5月、『哀しみのコルドバ』 - サパテール／アルフォンソ『Red Hot Sea II』（全国ツアー）
- 2009年9 - 11月、『外伝 ベルサイユのばら-アンドレ編-』 - 衛兵隊、新人公演：副官エーベル（本役：眉月凰）『EXCITER!!』
- 2009年12 - 2010年1月、『相棒』（ドラマシティ・日本青年館）
- 2010年3 - 5月、『虞美人』 - 新人公演：項梁／王翳（本役：紫峰七海）
- 2010年7 - 10月、『麗しのサブリナ』 - 新人公演：タイソン氏（本役：高翔みず希）『EXCITER!!』
- 2010年11 - 12月、『メランコリック・ジゴロ』『ラブ・シンフォニー』（全国ツアー）
- 2011年2 - 4月、『愛のプレリュード』『Le Paradis（ル パラディ）!!』
- 2011年6 - 9月、『ファントム』 - 従者[2]
- 2011年10 - 11月、『小さな花がひらいた』 - 忠『ル・ポァゾン 愛の媚薬II』（全国ツアー）
- 2012年1 - 3月、『復活-恋が終わり、愛が残った-』 - 陪審員『カノン』
- 2012年4 - 5月、『長い春の果てに』『カノン』（全国ツアー）
- 2012年7 - 10月、『サン＝テグジュペリ』 - 新聞記者『CONGA!!』
- 2012年11 - 12月、蘭寿とむコンサート『Streak of Light-一筋の光…-』（日本青年館・ドラマシティ）
- 2013年2 - 5月、『オーシャンズ11』 - エディ
- 2013年6 - 7月、『戦国BASARA』（東急シアターオーブ） - 小山田信茂
- 2013年8 - 11月、『愛と革命の詩（うた）-アンドレア・シェニエ-』 - Angel White『Mr. Swing!』[2]
- 2013年12月、『New Wave!-花-』（バウホール）
- 2014年2 - 5月、『ラスト・タイクーン -ハリウッドの帝王、不滅の愛-』 - リー・カッパー『TAKARAZUKA ∞ 夢眩』
- 2014年6月、『ベルサイユのばら-フェルゼンとマリー・アントワネット編-』（中日劇場） - ランベスク公爵／近衛兵／ジョゼフ／市民
- 2014年8 - 11月、『エリザベート-愛と死の輪舞（ロンド）-』 - 黒天使
- 2015年1月、『風の次郎吉-大江戸夜飛翔-』（ドラマシティ・日本青年館） - 佐久間光江門／橋本屋伝次郎
- 2015年3 - 6月、『カリスタの海に抱かれて』 - ダリオ・バッショ『宝塚幻想曲（タカラヅカ ファンタジア）』
- 2015年7 - 8月、『スターダム』（バウホール） - ティモシー・ブランドン
- 2015年10 - 12月、『新源氏物語』 - 藤少将『Melodia-熱く美しき旋律-』
- 2016年2 - 3月、『Ernest in Love』（梅田芸術劇場・中日劇場） - タバコ屋
- 2016年4 - 7月、『ME AND MY GIRL』 - ボブ・バーキング[2]
- 2016年9月、『アイラブアインシュタイン』（バウホール） - フェルディナント
- 2016年11 - 2017年2月、『雪華抄（せっかしょう）』『金色（こんじき）の砂漠』 - 求婚者ソナイル
- 2017年3 - 4月、『MY HERO』（TBS赤坂ACTシアター・ドラマシティ） - フィル・ホワイトハンズ／レッド・ウォーリアー
- 2017年6 - 8月、『邪馬台国の風』 - 一支王『Santé!!』
- 2017年10月、『はいからさんが通る』（ドラマシティ・日本青年館） - 花村政次郎[2]
- 2018年1 - 3月、『ポーの一族』 - オズワルド／ポール・メイヤー
- 2018年5月、『Senhor CRUZEIRO（セニョール クルゼイロ）!』（バウホール） - ロベルト
- 2018年7 - 10月、『MESSIAH（メサイア）-異聞・天草四郎-』 - 多賀主水『BEAUTIFUL GARDEN-百花繚乱-』
- 2018年11 - 12月、『メランコリック・ジゴロ』 - ベルチェ『EXCITER!!2018』（全国ツアー）
- 2019年2 - 4月、『CASANOVA』 - グリマーニ
- 2019年6 - 7月、『花より男子』（TBS赤坂ACTシアター） - 那月アナウンサー／氷室／RUNA
- 2019年6月、『恋スルARENA』（横浜アリーナ）[注釈 1]
- 2019年8 - 11月、『A Fairy Tale -青い薔薇の精-』 - 精霊ダンサー／Mr.ディケンズ『シャルム!』
- 2020年1月、『マスカレード・ホテル』（ドラマシティ・日本青年館） - 久我
- 2020年7 - 11月、『はいからさんが通る』 - 花村政次郎
- 2021年1 - 2月、『PRINCE OF ROSES-王冠に導かれし男-』（バウホール） - ヘイスティングス卿／ヘンリー6世
- 2021年4 - 7月、『アウグストゥス-尊厳ある者-』 - シャーミアン『Cool Beast!!』 退団公演[5][2]

### 出演イベント
- 2004年9月、『レビュー記念日』
- 2005年12月、『花の道 夢の道 永遠の道』
- 2007年1月、『清く正しく美しく』
- 2009年7月、『宝塚巴里祭2009』
- 2021年5月、瀬戸かずやスペシャルライブ『Gracias!!』[6]